# Okladnikovgrot
De Okladnikovgrot (Russisch: Пещера им. А.П. Окладникова, Pesjtsjera Imeni A.P. Okladnikova, ook: Большая Сибирячихинская пещера, Bolsjaja Sibirjatsjichinskaja pesjtsjera, "Grote Sibirjatsjicha-grot") is een archeologische locatie in de bergen van de kraj Altaj in het zuiden van Siberië, Rusland.
Ze is vernoemd naar de Russische archeoloog Aleksej Okladnikov. In de grot gevonden overblijfselen tonen aan dat de neanderthaler 2000 km verder naar het oosten voorkwam dan eerder gedacht werd.

## Ligging
De grot is gelegen aan de zuidwestelijke rand van het dorp Sibirjatsjicha, ongeveer 20 km ten noordwesten van Solonesjnoje, in een kalksteenformatie op de linkeroever van de rivier Sibirka, een kleine rechter zijrivier van de Anoej.

## Beschrijving
De ingang van de grot is op het zuiden gelegen en ligt 14 meter boven het huidige niveau van de rivier. Ze bestaat uit een complex van onderling met elkaar verbonden kleine holten, een rotsachtige overhang, een grot en vijf galerieën.
De beenderen werden in het midden van de jaren 1980 ontdekt tijdens opgravingen onder leiding van Sergej Markin en Valeri Petrin, twee leden van het Instituut voor Archeologie en Etnografie van de Siberische afdeling van de Russische Academie van Wetenschappen.
Onder de over alle zeven gevonden cultuurlagen verdeelde Moustérien-artefacten bevonden zich drie grote botfragmenten en vijf tanden: een premolaar en vier molaren uit verschillende onderkaken. Deze menselijke resten waren afkomstig van twee jongeren en een volwassene ouder dan 24 jaar.
Het opperarmbeen van een jong persoon (OK1) werd bij verschillende C14-dateringen op 37.800 ± 450, 34.860 ± 360, en 29.990 ± 500 14C-jaren BP gedateerd. Dit opperarmbeen (OK1) kon evenals het dijbeen (OK2) van de andere jongere op basis van mitochondriaal DNA (mtDNA) als neanderthaler worden geïdentificeerd.
Het van een volwassene afkomstige opperarmbeen werd gedateerd op 24.260 ± 180 BP en bevatte uitsluitend mtDNA van de anatomisch moderne mens (Homo sapiens sapiens).

## Betekenis
Sinds 1938 in de Grot van Tesjik-Tasj in Oezbekistan het skelet van een acht tot tien jaar oud neanderthalerkind werd gevonden, werd deze als meest oostelijke neanderthalervondst beschouwd.
Svante Pääbo van het Max Planck-Instituut voor Evolutionaire Antropologie kon in 2007 in twee van de drie Okladnikov-fossielen en de Tesjik-Tasj-beenderen reeds van de Europese neanderthalers bekende DNA-sequenties aantonen. DNA uit het rechterdijbeen van het Tesjik-Tasj-kind en de opperarm en vingerbotten van de in Siberië gevonden fossielen werd vergeleken met het al eerder ontcijferd genoom van 13 Europese neanderthalers. De gelijkenis van het mitochondriaal DNA (mtDNA) van de Siberische en Europese neanderthalers wees erop dat zij niet lang ruimtelijk gescheiden kunnen hebben geleefd. De jongen uit Tesjik-Tasj stond nog dichter bij de Europese neanderthalers.
Dit onderzoek breidde het eerder bekende verspreidingsgebied van de neanderthalers ongeveer 2.000 km naar het oosten uit.
Een fossiel vingerbot uit de nabijgelegen Denisovagrot werd in 2010 in twee door Nature gepubliceerde studies geïnterpreteerd als bewijs van het voorkomen van een tweede, sympatrische mensensoort in de Altaj, de Denisova-mens. Deze is namelijk volgens mtDNA en kern-DNA noch met de neanderthaler als de moderne mens nader verwant.